# SDF-1 馬克羅斯

地球上的馬克羅斯市（2059年）

SDF-1 馬克羅斯（英語：SDF-1 MACROSS），是日本動畫《超時空要塞》及其美国改编版《太空堡垒》中的主役宇宙戰艦，隸屬地球統合宇宙軍，並被視為統合軍的象徵。
馬克羅斯的舷號「SDF-1」是「Super Dimensional Fortress-1」的字首縮寫，意為「超時空要塞一號艦」。

## 沿革

### 修復及發展
1999年7月1日，一顆外星隕石繞了地球四分之三圈，最終墜落在南太平洋亞塔利亞島並造成重大損害。聯合國的調查發現是一艘巨型宇宙戰艦，而使用這艘戰艦的外星人擁有比人類身高大5~6倍的身體。為了與製造這艘戰艦的生物對抗，聯合國決定將戰艦原地修復，戰艦被編號為「ASS-1」，意思是「Alien Star Ship」。
ASS-1證明了外星高智慧生物的存在，於是多個國家（以西方國家為主）決定以聯合國為基礎，建立單一人類政府；與此同時，以蘇聯為首的華沙公約集團主張應重視各國之間文化的差異，反對組織全球性政府。兩個陣營發生戰爭，史稱統合戰爭。戰爭期間，統合政府透過研究ASS-1上的科技（Over Technology of Macross，簡稱OTM技術），令人類科技突飛猛進。統合政府原定修復ASS-1，不過由於統合戰爭影響（反統合軍勢力多次攻擊ASS-1所在地）因此原本預定在2005年6月完成修復的ASS-1拖延至2009年完工。
ASS-1被重新命名為「SDF-1 馬克羅斯」。原先計劃是在亞塔利亞島完成修復之後開往宇宙進行艤裝並與ARMD級突擊空母結合，並在完成相關測試後才正式服役。然而，這項艤裝在完工紀念日當天的意外影響下並未完工。

### 第一次星間大戰
2009年2月馬克羅斯在亞塔利亞島進行完工紀念日慶祝，當天傑特拉帝艦隊由於追蹤到監察軍戰艦（也就是馬克羅斯前身）的反應因此跳躍到月球軌道上，跳躍反應成為觸發馬克羅斯內部程式的陷阱，馬克羅斯無預警自動發射主砲，重型粒子炮成功擊中月球軌道上的傑特拉帝先遣艦隊。由於傑特拉帝資料庫中並無地球人的存在，被視為監察軍後裔的地球與追赶监察军战舰而来的杰特拉帝舰队和地球之间爆發了第一次星際戰爭。
主炮發射意外後，為了逃避傑特拉帝軍攻擊在收容了亞塔利亞島市民後馬克羅斯第一次進行超時空航法（Fold）無目標移動到冥王星軌道，孤独的在太阳系中逃避攻击並返回地球。之后，在林明美歌声之下，和感受到“文化的力量”的布里泰（ブリタイ）舰队一起迎击波多尔·扎（ボドル・ザー）带来的杰特拉帝主力舰队并获胜。第一次星间大战结束，新统合政府成立。

### 戰後
在2011年10月的工廠衛星奪取作戰時，布里泰的旗艦發現了一艘非常類似ASS-1的戰艦殘骸。因為害怕這又是一個陷阱，布里泰艦隊並沒有立刻去確認它。但是作戰之後派出的打撈部隊卻回報在該座標附近並沒有發現任何類似船艦的殘骸。在2012年之後，統合軍就再也沒有任何遭遇類似ASS-1設計之戰艦的報告。
在2012年大戰結束後的馬克羅斯市防衛戰中馬克羅斯嚴重受創，因此統合政府展開了翻修計畫。包括重建主炮、更新艦橋規劃等。整個翻修計畫在2012年9月Megaroad-01出發之前完成。加上之前設立在馬克羅斯中的新統合軍指揮中心以及圍繞著馬克羅斯建立的馬克羅斯市 ，整台馬克羅斯已經成為地球文化的代表和紀念碑性質。
除了地球上的原型艦外，為了因應即將開始的宇宙殖民，統合軍開始量產馬克羅斯組成小型先遣艦隊進行宇宙探索，這些調查艦隊在探查的同時也不斷的提供新發現給地球以及各殖民艦隊作為開拓宇宙的參考，在探索途中損失也在所難免，目前設定中唯一提及的僅有117調查艦隊意外。

## 變形能力
SDF-1原計劃與ARMD-01和ARMD-02（左右臂）連接。由於敵軍炮擊嚴密使得連結作業無法遂行。因此在跳躍航行迷途後，SDF-1克難使用一同被移動到冥王星宙域的航空母艦普羅米修斯以及登陸艦代達羅斯作為左、右臂。經過改造後兩艘航空母艦以及登陸艦能夠在太空中使用。但是由於物資不足，僅能以現有的普羅米修斯號上的飛行甲板作為VF-1的起降之用。而在第一次馬克羅斯市防衛戰後，修復為劇場版中的姿態。
在第一次跳躍移動後，跳躍移動系統因故消失，使得能源傳輸中斷致使主炮無法填充能源。在研究人員的提議下，SDF-1利用其高度模組化的結構進行變形來彌補瞬間移動系統的空缺，變形後的SDF-1稱為強攻型。
在瞬間移動系統消失之後，其所在地出現了不明的力場，經過艦上人員研究之後開發出針點防護系統。這套系統能夠產生四個圓形力場防禦各種的光束、物理攻擊。針點防護系統研發成功後，由早瀨未沙發明出克難的「格鬥式」攻擊法：代達羅斯攻擊。此套攻擊方式是在強攻型時利用針點防護系統保護代達羅斯艦首的登陸閘門，將艦首打入敵艦內部再打開登陸閘門，讓閘門內等待多時的Destroid部隊朝敵艦內部猛烈開火達到攻擊效果。

## 艦內都市
原本南太平洋亞塔利亞島上的城市被遷移入全長約400米的後方左右舷（腳部）裡面，共收容58000名島上難民。艦的左腳被強化為農業工業生產區，以上下多層式的構造建築成立體都市，並設有醫院、學校、商店、娛樂等公用設施。該艦內都市也成為日後宇宙移民計畫的範本。

## 馬克羅斯系

### 同型艦
SDF-2 Megaroad
SDF-1預定同型二號艦，參考其設計在月球阿波羅基地的新造艦，未受第一次星間大戰波及，建造途中配合戰後「人類播種計画」變更設計成「Megaroad級」宇宙移民船。
SDFN
2013年，在Megaroad-01出航後，為調查、確保超長距離移民船團預定航路安全，而挪用傑特拉帝中型艦引擎與武裝建造SDF-1同型艦並賦予SDFN型號，計有SDFN-01「General Hayase」為首12艘同型艦。第117次大規模調查船團旗艦SDFN-04「General Bruno. J. Global」，於2059年在Galia4行星邊境發現其殘骸。《Macross F》劇中稱為「第一世代型馬克羅斯」。

### Megaroad級
早期設定
SDF-2改裝成Megaroad級宇宙移民船，廢止變形設計、主砲，重視居住性，也重新賦予型號Megaroad-01。SDF型號止於SDF-2。
2012年9月，超長距離移民船團Megaroad-01出航。
近期設定
在《Macross F》移民船團航路圖，出現SDF對應Megaroad型號情形：
- SDF-002 Megaroad-01
- SDF-003 Megaroad-02
- SDF-005 Megaroad-04
- SDF-007 Megaroad-06
- SDF-010 Megaroad-09
- SDF-014 Megaroad-13

2029年5月，建造中的Megaroad-24、25在工廠衛星內發生爆炸，此後由新馬克羅斯級接續移民船團任務。

### 新馬克羅斯級
2030年，建造Megaroad級後繼巨大宇宙移民船新馬克羅斯級1號艦，擁有優越的超時空航行能力，採用分離結構新型移民船，並有多種外表、機能相異的同型艦。前端是戰鬥級可變隱藏式攻擊宇宙航艦、後端連結龐大都市型移民居住艦，戰鬥時航艦可分離居住區變成強攻型作戰。
2038年，第37次超長距離移民船團以新馬克羅斯級7號艦為旗艦出發。
2040年，第55次超長距離移民船團新馬克羅斯級25號艦Macross Frontier，為系列發展型Island Cluster級，規模更大的第五世代型移民船團出航。
另外，亦有親地球的傑特拉帝人第37次超長距離移民船團，旗艦新馬克羅斯級5號艦。
其他系列還有Macross Galaxy，由民間企業「General Galaxy」主導，從伊甸行星出發的第21次新馬克羅斯級移民船團、通算第51次超長距離移民船團，第四世代型巨大移民船團；其都市宇宙船和伴隨艦構型獨特。

### 馬克羅斯Quarter級
《Macross F》登場，Froniter船團所属民間軍事企業S.M.S母艦。馬克羅斯Quarter全長472公尺、約新馬克羅斯級前端可變航艦的4分之1（Quarter），由5艘艦艇組成的複合艦，仍保留傳統馬克羅斯變形等作戰機能。

## 劇場版
1984年電影《超时空要塞 爱，还记得吗？》登場的馬克羅斯變更設定如下：
- 前身改成美特蘭蒂軍長射程中型砲艦，而非監察軍脫隊戰艦。
- 照預定計畫宇宙航艦ARMD-01（左）、-02（右）裝於兩腕。普羅米修斯、代達羅斯在地球被傑特拉帝軍擊沈。
- 變形之際大艦橋與雷達區域並無移動。大艦橋内部與電視動畫版室内中央指揮所不同，擁有開放型複層視野。
- 艦體外表設計及塗裝等也與電視動畫版有所出入。

## MACROSS II
SDF-1 馬克羅斯
在OVA《超時空要塞II：再愛一次》裡，位於馬克羅斯市中心，仍不時出現感應傑特拉帝或美特蘭蒂軍戰艦失控發射主砲的情形，這時會發布「馬克羅斯警報」促請市民避難。
基本上沿用劇場版設計，但不只兩肩主砲，連兩腕ARMD航母與脚部都可比照主砲發射；緊急時頭部艦橋可以脫離逃生。本作馬克羅斯遭馬爾杜克艦隊擊毀。此外小說版也有同型艦馬克羅斯2登場。
馬克羅斯加農
馬克羅斯後繼砲艦。大艦巨砲主義，全長6000公尺，兩肩及兩腕均聯結Nupetiet-Vergnitzs級共計4艘戰艦作為主砲，超大型決戰兵器。

## Robotech
SDF-2
不同超時空要塞系列，設定上已完工與SDF-1背對背聳立於馬克羅斯市中心，在馬克羅斯市防衛戰中被擊毀，轉移指揮權至SDF-1。